# Theridion cuspulatum
Theridion cuspulatum är en spindelart som beskrevs av Schmidt och Krause 1998. Theridion cuspulatum ingår i släktet Theridion och familjen klotspindlar. Inga underarter finns listade i Catalogue of Life.